# ألفريدو كونا
ألفريدو كونا (بالبرتغالية: Alfredo Cunha) هو مصور أخبار برتغالي، ولد في 1953.